# 8628 Davidsaltzberg
A 8628 Davidsaltzberg (ideiglenes jelöléssel (8628) 1981 EX21) a Naprendszer kisbolygóövében található aszteroida. Schelte J. Bus fedezte fel 1981. március 2-án.